# なかじま猿田彦温泉 いやしの湯
なかじま猿田彦温泉 いやしの湯（なかじまさるたひこおんせん いやしのゆ）は、石川県七尾市（旧鹿島郡中島町）にある温泉（日帰り入浴施設）である。

## 泉質
- ナトリウム、塩化物強塩泉[1]
- 泉温 - 37℃[1]

## 温泉地
2004年（平成16年）8月13日に開湯。国民宿舎能登小牧台に近く、同宿舎にも温泉を供給している。同施設からは立山連峰が望める。